# Pentaceraster multispinus
Pentaceraster multispinus is een zeester uit de familie Oreasteridae. De wetenschappelijke naam van de soort werd als Oreaster muricatus var. multispina in 1866 gepubliceerd door Carl Eduard von Martens.

## Synoniemen
- Oreaster hedemanni Lütken, 1871[2]
- Oreaster grayi Bell, 1884
- Pentaceraster crassimana Döderlein, 1936